# Бедрих-Радлубин, Миклауш
Миклауш Бедрих-Радлубин, немецкий вариант — Николаус Бедрих, псевдоним — Песковский (в.-луж. Mikławš Bjedrich-Radlubin, Pěskowski, нем. Nikolaus Bedrich, 29 сентября 1859 года, деревня Смердзаца, Лужица, Германия — 3 июля 1930 года, Ворклецы, Лужица, Германия) — католический священник, верхнелужицкий писатель и поэт-сатирик.

## Биография
Родился 29 сентября 1859 года в серблужицкой деревне Смердзаца в крестьянской семье. Окончил среднюю школу в Будишине. С 1873 года по 1883 год изучал теологию в Лужицкой семинарии в Праге. С 1873 года по 1879 год также обучался в пражской малостранской гимназии. После возвращения в Лужицу был назначен викарием в деревне Ральбицы. В 1882 году вступил в серболужицкую культурно-просветительскую организацию «Матица сербская». В 1890 году был назначен настоятелем в приходе святой Екатерины в Ральбицах. В 1908 году в возрасте 49 лет из-за болезни подал в отставку. Проходил лечение в течение нескольких лет в санатории «Weißensee» около Берлина. С 1920 года стал проживать в деревне Ворклецы, где скончался 3 июля 1930 года.
Публиковал свои стихотворения и юморески под псевдонимом Песковский в литературном журнале «Kwěty», который выпускала студенческая организация «Сербовка», периодических изданиях «Serbske Nowiny» и «Katolski Posoł». Всего написал около 150 юморесок.
Младший брат лужицкого поэта Михала Бедриха.

## Избранные сочинения
- Róžowa zahroda. Stawizny ze žiwjenja swjatych dźěći. Budyšin 1889.
- Stara jabłučina a druhe powědančka. Budyšin 1914.
- Plista. Ducy z kowarnje. Budyšin 1914.
- Legendy a druhe powědančka. Budyšin 1914.
- Betlehemske dźěćatko a druhe legendy. Budyšin 1916.
- Knjeza fararjowa plista. Rozkałany slub. Budyšin 1918.
- Radlubin powěda. Budyšin 1959.
- Zjebani kwasarjo. Budyšin 1970.

## Память
- Именем Миклауша Бедриха-Радлубина названа улица в его родном селе.